# Павленко Федір Іванович
Фе́дір Іва́нович Павле́нко (1919, село Андріївка Селидівського району, тепер Донецької області — ?, Донецька область) — український радянський діяч, голова колгоспу імені Горького Красноармійського району Донецької області. Депутат Верховної Ради УРСР 9—10-го скликань.

## Біографія
З 1934 року — колгоспник, обліковець тракторної бригади, помічник комбайнера колгоспу імені Леніна Селидівського району Сталінської області.
З 1940 року — служба у Червоній армії. Учасник німецько-радянської війни з 1943 року. Служив тракторним механіком 6-ї батареї 1012-го артилерійського полку 315-ї стрілецької дивізії 54-го стрілецького корпусу 2-ї гвардійської армії.
З 1945 року — комбайнер, бригадир тракторної бригади, заступник голови, голова колгоспу імені Леніна Селидівського району Сталінської області.
Член ВКП(б) з 1950 року.
Освіта середня спеціальна.
У 1952—1959 роках — голова колгоспу імені Петровського Селидівського району Сталінської області.
З 1959 року — голова колгоспу імені Горького села Срібне Красноармійського району Донецької області.

## Нагороди
- орден Леніна
- орден Жовтневої Революції
- орден Вітчизняної війни 2-го ст. (6.11.1985)
- медалі